# Jacques Essel
Jacques Essel, né le 12 juin 1920 à Paris 1er et mort le 24 juillet 2004 à Ballainvilliers, est un militant d’esprit libertaire, défenseur de causes multiples : paix dans le monde, écologie, vélo, création de quartiers piétonniers, d'espaces verts, lutte contre le tabagisme etc.
Il est principalement connu comme fondateur en 1974 et animateur jusqu'en 1983 du Mouvement de Défense de la Bicyclette, actuellement nommé Mieux se déplacer à bicyclette.

## Biographie
Jacques Essel est le deuxième des quatre enfants de Maurice Essel, petit commerçant parisien, et de Raymonde, originaires d’Europe centrale.
En 1936 il travaille dans un magasin à prix unique et y participe à l’organisation de la grève des employés.
Avec son frère aîné André Essel, futur cofondateur de la Fnac en 1954, il fréquente des groupes trotskistes dont il s’éloignera rapidement.
Il s’investit avant la guerre dans le Mouvement des auberges de jeunesse et se réfugie avec sa famille juive dans le Limousin à partir de 1940.
Il milite en 1945 aux Citoyens du Monde et s’installe en 1950 passage Brady dans le 10e arrondissement de Paris comme peintre en lettres. Il se marie en 1956 et a 2 enfants, Pascal et Sylvie.
Son action militante se déploie de la fin des années 1960 jusqu’en 1983.
Il se consacre ensuite principalement à son activité artisanale et reprend ses actions militantes à partir de 1992 notamment avec la création de Prenons la parole vélo.
Il meurt le 24 juillet 2004 à Paris.

## Sa doctrine: la prise de parole et la consultation permanente
Jacques Essel a toujours refusé les étiquettes et n’aurait probablement pas accepté d’être catalogué parmi les anarchistes, ni que sa pensée soit qualifiée de doctrine[réf. nécessaire].
Le système décrit dans la plaquette « Oui, l’homme peut avoir la parole ! » datée du 17 mai 1968 devrait permettre à l’homme de s’exprimer sans recourir à la violence, en empruntant les voies légales, en faisant en sorte que l’homme soit l’artisan de son propre destin, en assurant chacun du respect absolu de sa pensée tout au long de la tâche à laquelle il est convié.
La consultation permanente rendra inutile le vote secret.
Chacun sera consulté dans son domaine de spécialisation. Chacun des groupements « centre de recherche et vulgarisation » diffusera le résultat de ses travaux, ce qui donnera également lieu à des consultations.
Celles-ci auront lieu autant que possible par questionnaires adressés à domicile plutôt qu’au cours de réunions qui ne rassemblent que des minorités privilégiées par la disponibilité de temps et la facilité de déplacement.

## La création du Mouvement pour les couloirs à bicyclette et du MDB
À la suite des verbalisations de cyclistes circulant dans les premiers couloirs de bus à Paris, Jacques Essel crée en 1972 le Mouvement pour les couloirs à bicyclette, qui devient en 1974 le Mouvement Défense de la Bicyclette dont il reste l’animateur jusqu’en 1983, fédérant ainsi les pionniers de l'activisme cycliste en Île-de-France.
En 1982, il est renversé par un automobiliste et grièvement accidenté.
La campagne de presse menée à la suite de cet accident amène la Mairie de Paris à créer des couloirs cyclables, « couloirs de courtoisie », pour la plupart dangereux car situés à gauche des couloirs de bus,.
Jacques Essel est l'organisateur avec le MDB de randonnées annuelles de Paris à Chartres avec retour en train spécial, rassemblant jusqu'à 2 000 participants. Ces manifestations sont à l’origine de l’autorisation par la SNCF du transport de bicyclettes « en bagages à main » dans certains trains à partir de 1979, mesure étendue ensuite à la plupart des TER et des RER.